# NGC 1028
NGC 1028 este o galaxie spirală situată în constelația Berbecul. A fost descoperită în 1 octombrie 1864 de către Albert Marth. Se află la o distanță de 77,27 de megaparseci de Pământ.